# Tapacarí
Tapacarí es una localidad y municipio de Bolivia, capital de la provincia de Tapacarí en el departamento de Cochabamba. El municipio tiene una superficie de 1 647 km² y cuenta con una población de 24 625 habitantes (según el último Censo INE 2012). La localidad se encuentra ubicada a 67 km al oeste de la ciudad de Cochabamba, capital departamental, conectada en parte por la carretera Ruta 4.
El nombre de Tapacari proviene del vocablo aimara-quechua "Thapa Qhari", que significa "nido de hombres".

## Historia
La provincia Tapacarí fue una de las 5 provincias con las que fue creado el departamento de Cochabamba al iniciarse la vida republicana del país, dictado en la Ley n.º 39 el 23 de enero de 1826 por el Gobierno de Antonio José de Sucre.
Un hecho histórico ocurrido en Tapacarí fue la realización del “Congreso de la Confederación Perú Boliviana”, durante el gobierno del Mariscal Andrés de Santa Cruz, realizado del 14 al 18 de junio de 1836.

## Geografía
Tapacarí se encuentra al este del Altiplano boliviano, entre la Serranía de Sicasica y la Cordillera Mazo Cruz, que forma parte de la Cordillera Oriental. 
El municipio tiene diversos pisos ecológicos y por tanto varios climas correspondientes, con una temperatura promedio que oscila entre los 11,7 °C y 8,1 °C. La precipitación pluvial es de 400 a 900 mm. dependiendo de las altitudes que varían desde los 2555 hasta los 5000 m s. n. m. Su fisiografía está configurada por serranías, colinas, planicies y afloramientos salinos con roca sedimentaria.
Es el único municipio de la provincia homónima, ubicada al suroeste del departamento de Cochabamba. Limita al norte con la provincia de Ayopaya, al este con la provincia de Quillacollo, al sur con la provincia de Arque, y al oeste con los departamentos de La Paz y Oruro.

## Demografía
De acuerdo con el censo boliviano de 2024, la población del municipio de Tapacarí es de 24 534 habitantes.
La población del municipio aumentó aproximadamente una cuarta parte entre 1992 y 2001 y se ha estancado desde entonces:
| Año  | Habitantes (municipio) | Fuente |
| ---- | ---------------------- | ------ |
| 1992 | 19.202                 | Censo  |
| 2001 | 25.919                 | Censo  |
| 2012 | 24.595                 | Censo  |
| 2024 | 24.534                 | Censo  |

## Economía
La principal actividad económica de Tapacarí es la agropecuaria con especies y rubros diferentes según los pisos ecológicos. 
Sus cultivos principales son la papa, el trigo, la  cebada, la oca, la avena, el maíz, la haba, la cebolla y la zanahoria, además de otros tubérculos.
La producción pecuaria es también importante en la economía familiar, con la cría de bovinos, ovinos y camélidos, estando estrechamente ligada a la agricultura. 
El municipio de Tapacarí cuenta con alrededor de 99 102 cabezas de ganado ovino, 14 581 de ganado caprino y 10 906 de llamas (según el último Censo agropecuario 2013).
Las ferias son semanales en los pueblos de Tapacarí (el domingo), en Japo (el martes), en Leque (el domingo) y en Ramadas (el sábado). A la vez, existe una feria anual que se realiza cada 20 de enero en Japo.
Algunos pobladores se dedican también a la explotación de minerales, principalmente de piedra caliza que se encuentra en grandes canteras al borde del río. También hay bancos de arena en el Río Tapacarí y yacimientos de yeso, piedra laja, minerales metálicos, plomo, zinc, estaño, hierro, antimonio y cobre.